# Frères Taloche
Pour les articles homonymes, voir Taloche.
Les Frères Taloche sont un duo comique belge. Ils ont d’abord entamé leurs carrières séparément avant de former leur duo en 1992. Bruno et Vincent Counard, dits Bruno et Vincent Taloche, sont également frères dans la vie, respectivement nés le 13 juin 1960 et le 25 avril 1969, aîné et benjamin d’une fratrie de quatre enfants originaire de Verviers, dans la province de Liège.
Ils sont distingués en 2005 par le prix Raymond-Devos, créé deux ans auparavant par le ministère de la Culture français pour récompenser un travail d’excellence autour de la langue française.

## Biographie

### Carrières séparées (1978-1992)
Bruno Counard naît le 13 juin 1960 à Verviers. Il fait ses débuts en 1978 dans une troupe de cirque amateur spécialisée dans les animations pour enfants. Il fait notamment des numéros de jonglage et d'équilibriste. En 1983, il crée son premier one-man-show mettant en scène un personnage naïf et décalé. C'est à partir de ce moment-là qu'il commencera à utiliser le nom de scène de « Taloche ». En 1986, il remporte le Grand Prix du Festival International du Rire de Rochefort. 
Vincent Counard, frère de Bruno, naît le 25 avril 1969. Il commence sa carrière artistique comme régisseur son et lumière de son frère Bruno. Étant également attiré par la scène, il crée un spectacle avec son ami d'enfance intitulé Croûton et Counuch. Ils se produisent alors à travers tout le pays. 

### Formation du duo (depuis 1992)
En  1992, alors que le partenaire de Vincent arrête la scène, ce dernier décide alors de s'unir avec son frère Bruno. Les Frères Taloche sont nés. 
Ils reprennent en 1993 dans l'émission Copie conforme de Thierry Luthers la chanson J'ai encore rêvé d'elle du groupe  Il était une fois ce qui les fait connaître au début de leur carrière. En 1998, ils participent au single Le Bal des gueux d'Alec Mansion au profit de l’Opération Thermos, qui distribue des repas pour les sans-abris, dans les gares. Cette chanson est interprétée par trente-huit artistes et personnalités dont Toots Thielemans, Stéphane Steeman, Marylène, Armelle, Jacques Bredael, Lou, Alec Mansion, Muriel Dacq, les frères Taloche, Morgane, Nathalie Pâque, Frédéric Etherlinck, Richard Ruben, Christian Vidal, Marc Herman, Jeff Bodart, Jean-Luc Fonck, Benny B et Daddy K.
Une émission leur est consacrée depuis 1999 sur la RTBF, intitulée Signé Taloche. Ils en sont toujours les concepteurs, coproducteurs et directeurs artistiques. 
En 2011, ils s'associent avec Simon Bouazza pour créer le Voo Rire, le Festival international du rire de Liège. 
En 2012, ils fêtent leurs 20 ans de scène avec une nouvelle tournée passant par la Belgique, la France, la Suisse ou bien le Québec. 
En 2015, ils écrivent ensemble, et ce pour la première fois, une pièce de théâtre : Les Caves, mis en scène par Alain Sachs.
En 2019, Les Frères Taloche reviennent avec un tout nouveau spectacle : Mise à jour.

## Thèmes
Leur humour réside aussi bien dans les dialogues, où se mêlent quiproquos, jeux de mots et caricatures, que dans leur panoplie de mimiques et grimaces en tout genre. Ils font constamment appel au mime et il n’est pas rare de les voir présenter un sketch sans aucune parole. Ils caricaturent des moments de la vie de tous les jours, depuis le chauffeur impatient au médecin généraliste (aux prises avec un amnésique), en passant par les vendeurs de calendriers, les montagnes russes, la préparation des frites, etc. Bruno tient généralement le rôle du clown blanc et Vincent celui de l’auguste.

## Spectacles
- 2002 : Les Frères Taloche au Théâtre Trévise
- 2007 : Les Frères Taloche à l'Olympia
- 2010 : Les Frères Taloche : Nouveau spectacle
- 2011 : Les Frères Taloche sur scène 2011
- 2013 : Les Frères Taloche 20 ans
- 2019 : Les Frères Taloche : Mise à jour

Le succès viendra en 2002 grâce aux médias amis qui les imposeront par le mime parodique (parodie gestuelle) de la chanson J’ai encore rêvé d’elle du groupe Il était une fois. Diffusé dans diverses émissions télévisées, ce sketch leur donne aussitôt une notoriété dans toute la Francophonie et même au-delà comme en Allemagne. Ils présentent également régulièrement des émissions humoristiques à la télévision nationale belge (RTBF), tel Signé Taloche, toujours avec un certain succès.

## Radio
- 1997 : Rilax (chanson) (Radio Bodink)
- 2013 : On n'est pas rentré (La Première)
- 2013 : Le Grand Studio RTL (RTL).

## Émissions de télévision
- 1999 - ... : Signé Taloche, La Une
- 2010 : Le Journal, TV Lux
- 2010 : 20 heures, France 2
- 2011 : JT, Télé Bruxelles
- 2011 : Sans Chichis, La Deux
- 2012 : 13 heures, France 2
- 2012 : Flash, La Une
- 2012 : Montreux Comedy Festival, France 4
- 2012 : Soir de Fête au Québec, France 2
- 2013 : Les Grands du rire, France 3.

## Filmographie
- 2012 : Astérix et Obélix : Au service de sa Majesté de Laurent Tirard : deux serviteurs
- 2013 : Luchien (série télévisée d'animation) : voix de Luchien (seulement Bruno Taloche, également co-créateur de la série avec SEN)
- 2016 : Le Cœur en braille de Michel Boujenah : M. Azra (seulement Vincent Taloche).

## Publications

### Albums de bande dessinée

#### One shot
- Pensées existentielles, Alain Beaulet Éditions, Châtenay-Malabry, 1er trimestre 2002
Scénario : Les Frères Taloche - Dessin : SEN - Couleurs : noir et blanc -  (ISBN 2-905231-43-2)

#### Les Pensées du Chien
- 1. Première nichée, Éditions du Tricorne, coll. « Ifotosé », Genève, janvier 2008
Scénario : Les Frères Taloche - Dessin : SEN - Couleurs : quadrichromie -  (ISBN 978-2-8293-0299-2)
- 2. Seconde nichée, Éditions du Tricorne, coll. « Ifotosé », Genève, janvier 2008
Scénario : Les Frères Taloche - Dessin : SEN - Couleurs : Christophe Lacroix -  (ISBN 978-2-8293-0300-5)
- 3. Devant l’écran, Éditions du Tricorne, coll. « Ifotosé », Genève, 3 juillet 2009
Scénario : Bruno Taloche - Dessin : SEN - Couleurs : quadrichromie -  (ISBN 978-2-8293-0308-1)

#### Birdy
- Tout est possible!, Éditions Paquet, Genève, juillet 2006
Scénario : Les Frères Taloche - Dessin : SEN - Couleurs : Maëla Cosson -  (ISBN 2-88890-043-2)